# 1. подрињска лака пјешадијска бригада
1. подрињска лака пјешадијска бригада је била једна од бригада Дринског корпуса Војске Републике Српске. Бригада је основан преустројавањем одреда Територијалне одбране ЈНА са командним местом у Рогатици.

## Организација
Крајем прве ратне године, бригада је имала 16 пешадијских чета распоређених у 4 пешадијска батаљона, минобацачку батерију 120 mm, батерију ЛАРВ ПВО и позадински вод. Бригади су такође придодана оклопна и артиљеријска средства већег калибра. Бројно стање бригаде се мењало током рата, на почетку је имала око 1.600 припадника, да би се тај број повећао на 2.700 бораца и мобилизацијом обавезника старијих од 60 година. Последњу ратну годину, бригада је имала око 1.400 бораца.

## Ратни пут
Уочи рата у Босни на пролеће 1992, батаљон попуњен рогатичким мештанима и под командом Радомира Фуртуле, пребачен је у шири рејон Сарајева што је ослабило српске снаге на простору Рогатице. До почетка марта, Српска демократска странка образовала је и послала на обуку групу од 40 младих бораца на простору Борика. Јединица је прве борбе водила на подручју Вишеграда.
Ширењем ратног пламена, устројава се Прва подрињска лака пјешадијска бригада од бораца Територијалне одбране општине Рогатица, која је у јуну 1992. бројала око 1.600 припадника. За команданта је постављен Рајко Кушић. До краја године, јединица је била подређена Сарајевско-романијском корпусу, да би након тога прешла у састав Дринског корпуса. До краја прве ратне године, погинуло је 122 бораца, од чега 32 борца у непосредним борбама, а 90 у вршењу дотура хране, муниције и других средстава. Највеће борбе 1992, бригада је водила против бораца Армије Републике Босне и Херцеговине из околине Вишеграда.
Током 1993, бригада је учествовала у офанзивној операцији Лукавац Војске Републике Српске, када су заузети градић Трново и планине Бјелашница и Игман.
На пролеће 1994, бригада је учествовала у офанзиви на Горажде, у операцији Звезда.
На лето 1995, један део бораца Рогатичке бригада учествовао је у заузимању подрињског насеља Жепа.
У току рата 1. подрињска лака пјешадијска бригада одликована је Орденом Немањића.